# Вид басейну святого Марка з боку мису Догана
«Вид басейну святого Марка з боку мису Догана» (італ. Veduta del bacino di San Marco dalla punta della Dogana) — картина італійського живописця Каналетто. Створена приблизно у 1730–1735 роках. Зберігається у Пінакотеці Брера у Мілані (в колекції з 1928 рок).

## Опис
Полотно, яке зображує басейн святого Марка з боку мису Догана разом з картиною «Великий канал» (також зберігається у Пінакотеці Брера) складають відому пару ведут Венеції зрілого періоду творчості Каналетто, і були написані незадовго до того, коли художник перебрався до Лондона.
На відміну від своїх ранніх робіт художника тут палітра освітлилась, мазок став чіткішим, помітне використання полуденного освітлення, а також почали з'являтися значно більша кількість персонажів, що оживляє картину. Упродовж XVIII століття, Венеційська республіка втрачала свої позиції і вже наприкінці століття занепала. Втім, художник змальовує велич міста, відтворюючи його атмосферу і красу.